# إبراهيم باشا البرات
إبراهيم باشا بيرات (كان يُعرف أيضاً بـ إبراهيم باشا من بيرات) هو ثاني وآخر والي على باشاليك بيرات – أحد الباشاليكات شبه المستقلة ضمن الدولة العثمانية – تولّى الحكم من 1787 حتى 1809. ينتمي إبراهيم باشا إلى عائلة ڤلورا العريقة، وهو من ذرية قبيلة سينان النبيلة. في عام 1765 تزوج أحمد كورت باشا مريم إبراهيم باشا. عيّنته الحكومة العثمانية عام 1790 متصرفًا على سنجق برات/ڤلورا.

## الصراع مع علي باشا
بسبب موقع باشاليك بيرات في وسط ألبانيا وازدياد نفوذها، اعتبر علي باشا جانينا توسع إبراهيم باشا تهديداً. وبعد مفاوضات فاشلة، أرسل إبراهيم باشا قوة بقيادة أخيه جعفر بيك لمواجهة قوات علي باشا، الذي استدعى بدوره الآرماطول اليونانيين. اندلعت الاشتباكات، وأحرقت قرى، ونهبت ممتلكات، وقتل مدنيون من الطرفين.
انتهت المواجهات بعقد هدنة وزواج سياسي في أغسطس 1794 حيث زوّج إبراهيم باشا ابنتيه لمختار باشا وولي باشا، ابني علي باشا، مع منح أراضٍ كمهر. لاحقًا دبّر علي باشا اغتيال جعفر بيك بتسميمه على يد طبيب، ثم قتل الطبيب لطمس الأدلة.
في عام 1808 هاجم علي باشا بيرات وانتصر، وضَم أراضيها إلى باشاليك يوانينا. وفي أكتوبر 1809 سيطر ابنه مختار باشا على المدينة، فانسحب إبراهيم باشا إلى القلعة محاصرًا مع نحو 1500 رجل حتى سقطت في 8 يناير 1810. نُقل أسيرًا إلى يوانينا حيث بقي حتى وفاته حوالي 1821.

## الاقتصاد
كان سكان برات من القرويين والتجار معفيين من الخراج وغيره من الضرائب، باستثناء ثلاثين بارا سنويًا للفرد مقابل حرية التجارة في مرافئ الولاية. تمتع السكان أيضًا بحقوق مشتركة في الرعي على أراضي خيمارا، وجمع ثمار البلوط من الجبال، وصيد السمك في خليج باليريمو الشمالي. وكانت الذرة تُزرع في السهول القريبة من الشاطئ الشمالي حيث تغمرها مياه الفيضانات شتاءً وتُهيئها للزراعة.